# لونغ لين (ميزوري)
لونغ لين (بالإنجليزية: Long Lane)‏ هي إحدى المجتمعات الفردية (غير مصنفة) في ولاية ميزوري في الولايات المتحدة الأمريكية.